# ゲッセマネ

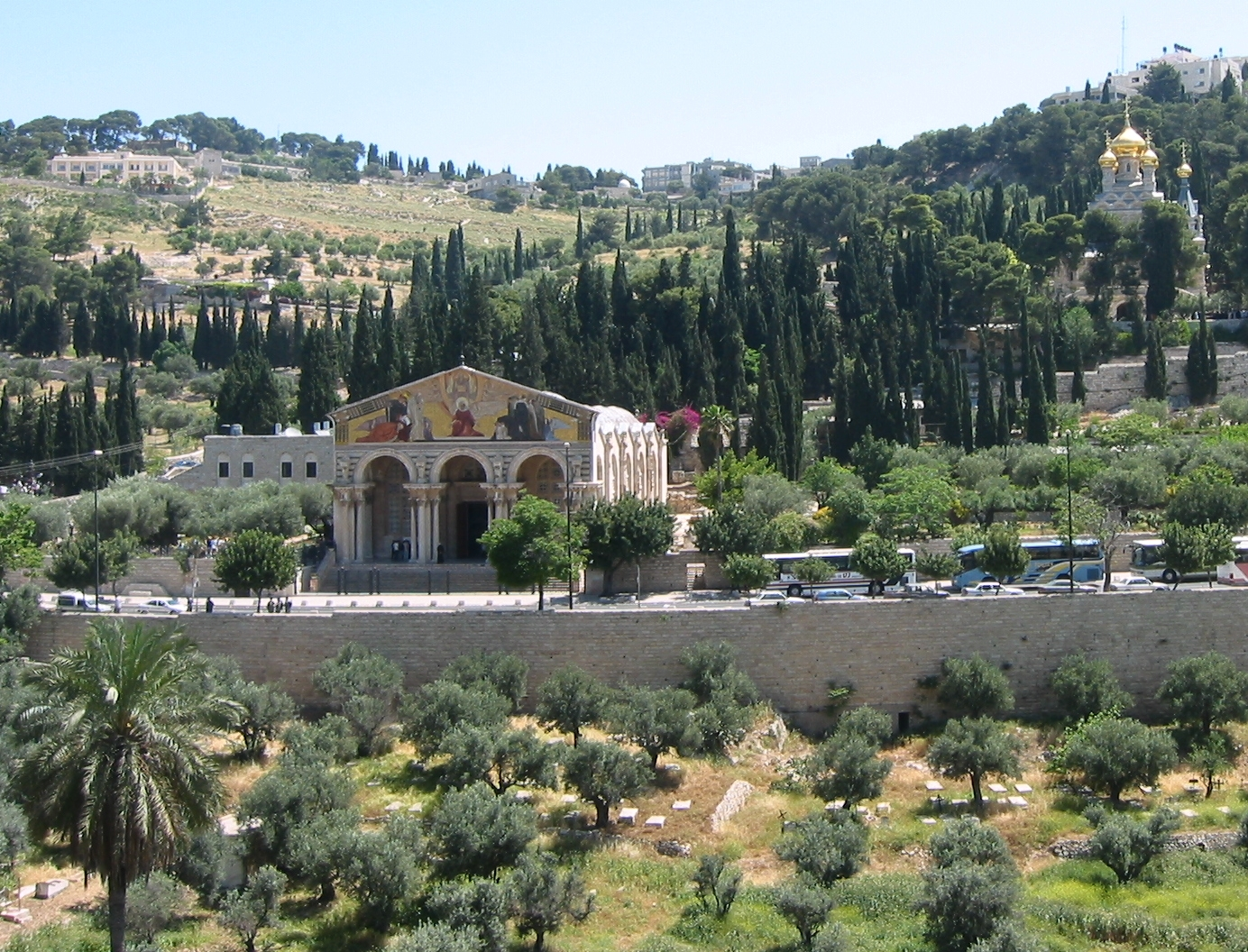
ゲッセマネとオリーブ山。中央は万国民の教会、右上はマグダラのマリア教会。

ゲッセマネ（Gethsemane、希: Γεθσημανι、ヘブライ語: גת שמנים Gat-Šmânim、アラム語: גת שמנא Gaṯ-Šmānê）はエルサレムのオリーブ山の北西麓にあった地名で、新約聖書の福音書で知られる。ゲツセマネとも表記し、オリーブの木の植えられた庭園風の場所だったためゲッセマネの園（その）とも呼ばれている。

## 概要
ゲッセマネとは、アラム語で「オリーブの油搾り」、または「オリーブの酒舟」の意味と言われる。福音書ではイエスと弟子たちが最後の晩餐のあとに祈りを捧げ、またイエスがイスカリオテのユダに裏切られ捕えられた場所とされ、正教会では、生神女マリヤ（聖母マリア）が埋葬された場所とされる。
ここには古くから教会があったが、サーサーン朝ペルシャによって破壊され、後に十字軍によって建てられたものも破壊された。現在はカトリックの万国民の教会があり、隣接してオリーブ山中腹にはロシア正教会のマグダラのマリア教会が建てられている。

## 関連項目

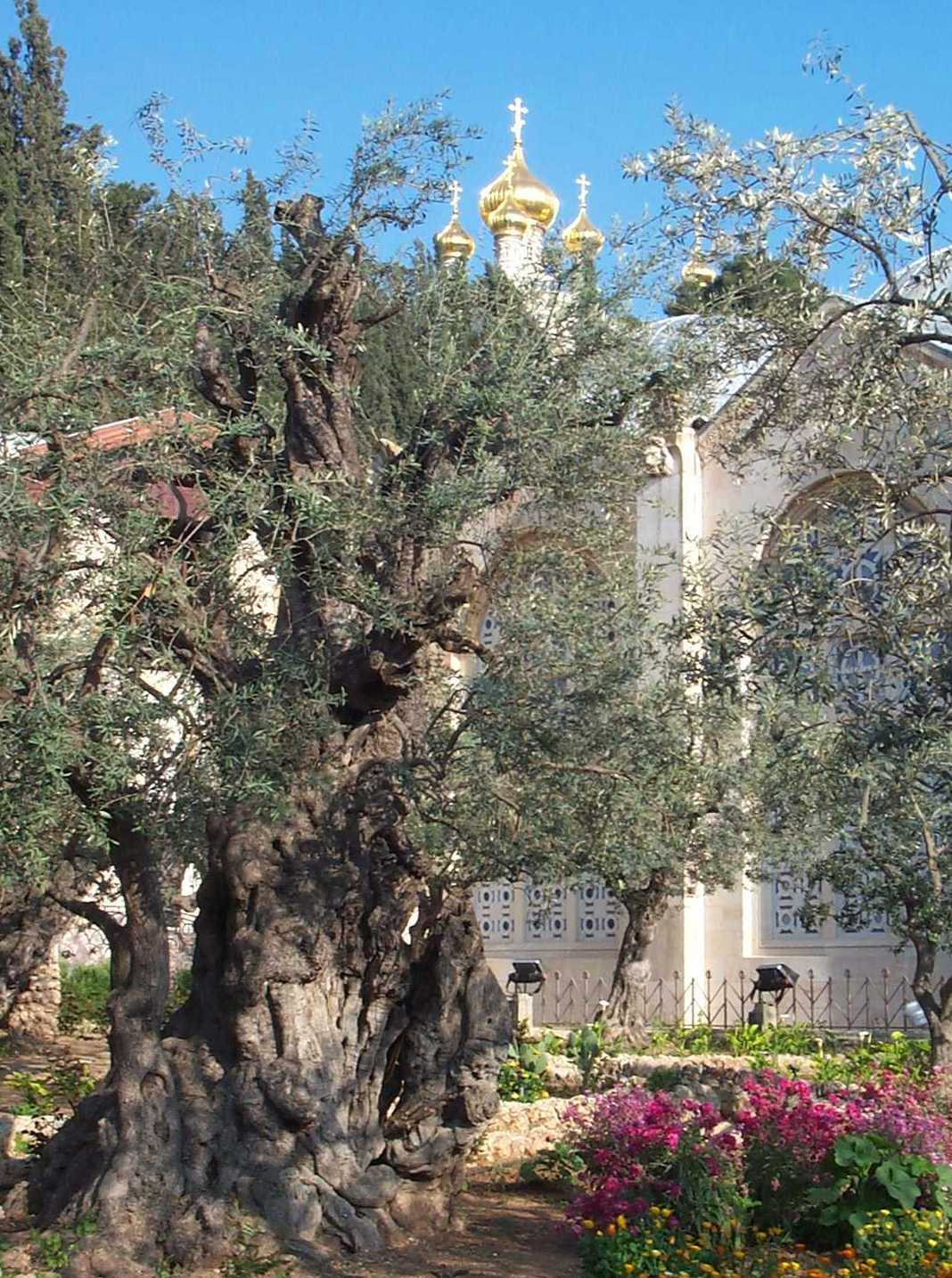
ゲッセマネの園